# Clytellus fulgidus
Clytellus fulgidus är en skalbaggsart som beskrevs av Holzschuh 1991. Clytellus fulgidus ingår i släktet Clytellus och familjen långhorningar. Inga underarter finns listade i Catalogue of Life.